# Filolau de Crotona
Filolau de Crotona (em grego clássico: Φιλόλαος; século V a.C.) foi um filósofo pré-socrático pitagórico.
Tradicionalmente se aceita que este filósofo tenha escrito um livro em que expunha a doutrina pitagórica (que era secreta e reservada apenas aos discípulos). Os fragmentos do livro conservam os mais antigos relatos sobre o pitagorismo e influenciaram fortemente Platão que, segundo a tradição, teria mandado comprar o referido livro, pagando por ele uma razoável quantia.
Pelo que se sabe, Filolau foi o primeiro pensador a atribuir movimento à Terra. Ele propôs um sistema no qual a Terra girava em torno de um Fogo Central, que não era o Sol e que não podia ser visto porque ficava sempre do lado oposto ao lado habitado da Terra. O fogo era considerado pelos pitagóricos o elemento mais puro. Entre o fogo central e a Terra existia um outro planeta, invisível, que Filolau chamou de antiterra. Os oito corpos celestes (Sol, Mercúrio, Vênus, Terra, Lua, Marte, Júpiter, Saturno) e a antiterra como décimo corpo celeste se movia em órbitas circulares em torno do fogo central.
A visão comum de que os pitagóricos afirmavam a importância da matemática no conhecimento está presente no fragmento de Filolau:
E todas as coisas que podemos conhecer contêm número, pois sem ele nada pode ser concebido nem conhecido.
Filósofo pré-socrático e matemático grego, autor e professor da cidade de Tarento, nascido em Crotona, cidade da Magna Grécia, colônia grega na hoje Jônia italiana, o principal centro de estudo e divulgação do pensamento pitagórico, hoje na Itália, um dos primeiros pitagóricos, discípulo de Lísis e o primeiro a sistematizar a doutrina pitagórica, expondo-a no livro chamado Escritos Pitagóricos, segundo o historiador Diógenes Laércio (~ 240-310). Discípulo de sobreviventes da escola pitagórica, após o massacre destes pelos seguidores de Sibaris. Muito pobre, escreveu sob permissão dos seus professores, para vender, a primeira obra do pitagorismo, o que aparentemente foi a fonte do conhecimento da ordem pitagórica que, através de Platão (comprador do livro), temos conhecimento.

## Filosofia
Os fragmentos do livro Escritos Pitagóricos, que chegaram até nossos dias como citação ou comentário, doxografia, na obra de outros autores, constituem o mais antigo testemunho sobre os ensinamentos pitagóricos. Foi professor em Tarento do também famoso matemático grego, Arquitas de Tarento (428-365 a.C.) e de Demócrito de Abdera (460-370 a.C.). Outro seu livro conhecido foi Astronomia (430 a.C.) e muito provavelmente morreu também em sua terra natal.

Filolau argumentou que o fundamento de tudo é o papel desempenhado pelas ideias de limite e de ilimitado. Uma das primeiras declarações no trabalho de Filolau foi de que todas as coisas no universo resultam de uma combinação do ilimitado e do limitante; porque, se todas as coisas fossem ilimitadas, nada poderia ter sido objeto de conhecimento. À maneira dos pitagóricos, a realidade mais verdadeira do ilimitado e limitado, isenta de engano ou falsidade, é relacionada pelos conceitos simbólicos de número. Limitadores e ilimitados são combinados juntos em harmonia:
Este é o estado de coisas sobre a natureza e harmonia. A essência das coisas é eterna; é uma natureza única e divina, cujo conhecimento não pertence ao homem. Ainda assim, não seria possível que qualquer uma das coisas que são, e que são conhecidas por nós, chegasse ao nosso conhecimento, se essa essência não fosse o fundamento interno dos princípios nos quais o mundo foi fundado, isto é, dos elementos ilimitados e limitantes. Agora, como esses princípios não são mutuamente semelhantes, nem de natureza semelhante, seria impossível que a ordem do mundo fosse formada por eles, a menos que a harmonia interferisse [...].

— Filolau, Fragmento DK 44B 6a.